# Reprogrammation épigénétique
La reprogrammation désigne en épigénétique l’effaçage et le remodelage des marques épigénétiques telles que la méthylation de l’ADN. Après la fertilisation, des cellules de l’embryon migrent jusqu’à la crête génitale où elles deviendront finalement des cellules germinales. Dans les cellules de la lignée germinale, les génomes paternel et maternel portant une empreinte doivent être reprogrammés lors de la gamétogenèse, c’est-à-dire déméthylés et reméthylés. Cette reprogrammation, qui est sans doute une condition de la totipotence/pluripotence des cellules de l'embryon, efface en principe les changements épigénétiques. En cas de clonage, la manipulation de l’embryon avant l’implantation perturbe le mode de méthylation au niveau des loci d’empreinte,. 

## Reprogrammation artificielle
La reprogrammation peut être induite artificiellement par l’introduction de facteurs exogènes, en général des facteurs de transcription. La reprogrammation artificielle est employée principalement pour générer pour la recherche biomédicale des cellules souches pluripotentes induites à partir de cellules matures telles que des fibroblastes, ce qui permet d’éviter de recourir à des embryons. On procède par transfection de gènes associés aux cellules-souches à l’intérieur de cellules matures par le biais de vecteurs viraux (tels que des rétrovirus) ou non. 

## Grandes dates de la recherche
En 1962, John Gurdon clone un têtard en transférant des cellules de son épithélium intestinal dans des œufs de grenouille énucléés, devenant le premier scientifique à démontrer qu’il était possible de reprogrammer des cellules somatiques différenciées en cellules embryonnaires. 
En 1997, Ian Wilmut et Keith Campbell clonent pour la première fois un mammifère, la brebis Dolly, prouvant que la reprogrammation est possible pour ce type d’animal.
En 2006, Shinya Yamanaka identifie un ensemble de 4 facteurs de transcription permettant la reprogrammation réalisée par Gurdon : Oct4, Sox2, Klf4 et c-Myc. D’autres combinaisons ont été employées par la suite.